# Sarah Weiland
Sarah Marie Weiland (* 13. August 1986 in Leicestershire, Großbritannien) ist eine ehemalige deutsch-amerikanische Volleyballspielerin.

## Karriere
Weilands Eltern, ein deutscher Bundeswehr-Pilot und eine mexikanische Krankenschwester der US Air Force, lernten sich in Arizona kennen und gingen nach Deutschland. Während eines Aufenthalts in Großbritannien kam Sarah Weiland zur Welt. Sie begann ihre Volleyball-Karriere an der Pflugerville High School. 2004 begann sie ihr Studium an der Tulane University und spielte im Universitätsteam. Ein Jahr später wechselte die auf der Diagonal- und Außenposition einsetzbare Angreiferin zur University of Oklahoma, wo sie im Team der Sooners aktiv war. 2010 verpflichtete der finnische Verein Pieksämäki Volley die Deutsch-Amerikanerin. 2011 kam sie für ein Jahr in die deutsche Bundesliga zum Köpenicker SC. Nach der Saison beendete Weiland ihre Volleyballkarriere und ging zurück in die USA.